# Paul is dead
"Paul is dead" (engelska: "Paul är död") är en konspirationsteori som går ut på att Paul McCartney, en av medlemmarna i The Beatles, skulle ha dött i en bilolycka den 9 november 1966. Han skulle därefter ha blivit ersatt av en viss William Shears Campbell (även känd som William Sheppard). McCartney skämtade själv med ryktet när han släppte livealbumet Paul Is Live 1993.

## Teorins innehåll
Teorin påstår att Paul McCartney dog i en tragisk bilolycka i slutet av 1966 och att man sedan ville hemlighålla hans död eftersom man inte ville döda den kassako som The Beatles hade blivit.

## Teorins historia
Redan i december 1965 uppstod det rykten om McCartneys hälsa när han råkade ut för en olycka på sin moped, ytterligare spekulationer uppstod när han drabbades av en bilolycka på motorvägen M1 nära London 1967. När Tara Browne, en nära vän till The Beatles som hade kopplingar till House of Lords (brittiska överhuset), dog i en bilolycka den 18 december 1966 uppstod rykten om att det egentligen var McCartney som dog i denna olycka och att Tara Browne inte dödades utan tvärtom hade ersatt frontmannen i The Beatles.
Rykten om McCartneys död tog fart den 12 oktober 1969, när någon ringde radioprataren Russ Gibb (1931–2019). Den som ringde, som kallade sig Tom, påstod att McCartney var död, och bad Gibb spela Revolution 9 baklänges. Gibb tyckte själv att det lät som Turn me on, dead man.
Fred Labour, en student på University of Michigan, skrev en recension av Abbey Road, som fick titeln McCartney Dead; New Evidence Brought to Light. Denna uppsats tog upp flera ledtrådar på Beatles omslag som syftade på Pauls död. Recensionen fanns med i Michigan Daily den 14 oktober 1969. Gibb producerade sedan ett en timmes långt program kallat The Beatle Plot (Beatleskomplotten), om ryktet.
Ryktet återupplivades när Roby Yonge, en radiopratare på WABC AM i New York, diskuterade det den 21 oktober 1969. Yonge sparkades genast för att ha spelat upp det. Ett annat skäl till varför Yonge fick sparken var också att han sa till lyssnarna att de skulle titta på skivomslaget till "Magical Mystery Tour" när de var höga, vilket var oacceptabelt att säga offentligt i USA på 1960-talet.
Detta blev startpunkten för en rörelse som letade igenom allt som Beatles hade skapat för att hitta ledtrådar som skulle bevisa att teorin stämde. Även managern Brian Epsteins tidiga död tolkades som ett bevis, man menade att han var tvungen att dö för att inte avslöja sanningen. När ryktena nådde sin höjd ombads McCartney av rikstäckande media till och med att bevisa att han just inte var död.

## Orsaker till att teorin fick spridning
En orsak för att teorin fick så pass stor spridning kan vara att bandet medvetet hade infogat många osammanhängande rader i sina texter för att driva med både publiken och kritiker. Teorin ses också som en konsekvens av att The Beatles skapade så mycket hysteri bland både fans och tidningar så att man hela tiden längtade efter nyheter om bandet och att man i princip publicerade nästan vad som helst om de fyra männen från Liverpool.

## Påstådda bevis för teorin
De som stödjer teorin att McCartney är död menar att de andra Beatles fick dåligt rykte för att de hade tigit om hans död och gömde därför meddelanden i sina låtar. I låten "Taxman" finns t.ex. raden "my advice to those who die" och hela skivan Sgt. Pepper's Lonely Hearts Club Band sägs vara fylld med olika ledtrådar. Själva konceptet att det formas ett fiktivt band med ledaren Billy Shears ses som en ledtråd och i "A Day In The Life" förekommer orden "He blew his mind out in a car" samt att man kan höra frasen "Paul is dead, miss him, miss him," om man spelar låten baklänges och i slutet av "Strawberry Fields Forever" sägs det att John Lennon viskar "I buried Paul", fastän han själv påstod att han säger "cranberry sauce".
Utöver meddelanden i låtar ska det även finnas bevis på bild. Om man tittar på skivomslaget till "Sgt. Pepper" i spegeln kan man läsa "1 ONE 1 X HE DIE 1 ONE 1." Och på skivomslaget till "Abbey Road", där man ser de fyra bandmedlemmarna gående över gatan, menar man att scenen kan tolkas som ett begravningståg (till exempel Lennon i vit klädsel som en präst, Harrison i jeans som en dödgrävare, McCartney utan skor och så vidare).

## Paul McCartneys reaktion på ryktena
När Paul McCartney gästade Late Show with David Letterman 2009 yttrade han sig om ryktena på följande sätt:
| ”                      | Vad som hände var att vi gjorde ett skivomslag för ett album som heter Abbey Road [...] Idén var att korsa övergångsstället och jag dök upp denna dag med sandaler - flip flops - och så var det så varmt att jag tog av dem och gick barfota. Det var början till några rykten att "för att han var barfota är han död". Jag kunde inte se sambandet själv [...] Du vet saken är den att jag bara skrattade åt det men det var lite märkligt för att folk började titta på mig som ... är det han eller en mycket bra dubbelgångare? | „ |
| – Paul McCartney, 2009 | |   |